# Aravis (rivière)
Pour les articles homonymes, voir Aravis (homonymie).
Les Aravis ou torrent des Aravis est un torrent de France situé dans les Alpes, en Savoie, dans la chaîne des Aravis. Il nait juste au-dessus du col des Aravis, au pied de l'Étale, non loin du chalet des Planchaux, et se dirige vers le nord-est puis le sud-est pour finit sa course en se jetant dans l'Arrondine à la Giettaz.